# Shorero
Shorero är ett periodiskt vattendrag i Burundi.   Det ligger i provinsen Karuzi, i den centrala delen av landet, 80 kilometer öster om huvudstaden Bujumbura.
Omgivningarna runt Shorero är en mosaik av jordbruksmark och naturlig växtlighet. Runt Shorero är det ganska tätbefolkat, med 239 invånare per kvadratkilometer.